# Michał Grzymała-Kazłowski
Michał Grzymała-Kazłowski (ur. 1972 w Łowiczu) – polski architekt i nauczyciel akademicki. Członek Mazowieckiej Okręgowej Izby Architektów Rzeczypospolitej Polskiej i SARP. Sędzia konkursowy SARP. Prezes Zarządu Archimed Sp. z o. o. - biura architektonicznego powstałego w 2018 roku. Właściciel Firmy Architektonicznej Michał Grzymała-Kazłowski.

## Życiorys
Urodził się i wychował w Łowiczu, jest synem pierwszego demokratycznie wybranego burmistrza Łowicza, Łukasza Kazłowskiego. 
W 2000 roku ukończył Wydziale Architektury Politechniki Warszawskiej, na której to uczelni w 2006 roku obronił doktorat "Znaczenie i funkcje krytych wielkoprzestrzennych obiektów widowiskowo-sportowych". W 2001 skończył z wyróżnieniem studia podyplomowe na Wydziale Architektury KU Leuven w Belgii i uzyskał jako jedyny architekt w Polsce tytuł “Master of Engineering in Hospital Designing”, potwierdzającą najwyższe przygotowanie w zakresie projektowania obiektów medycznych.
W 2007 roku za pracę doktorską otrzymał nagrodę Ministra Infrastruktury.

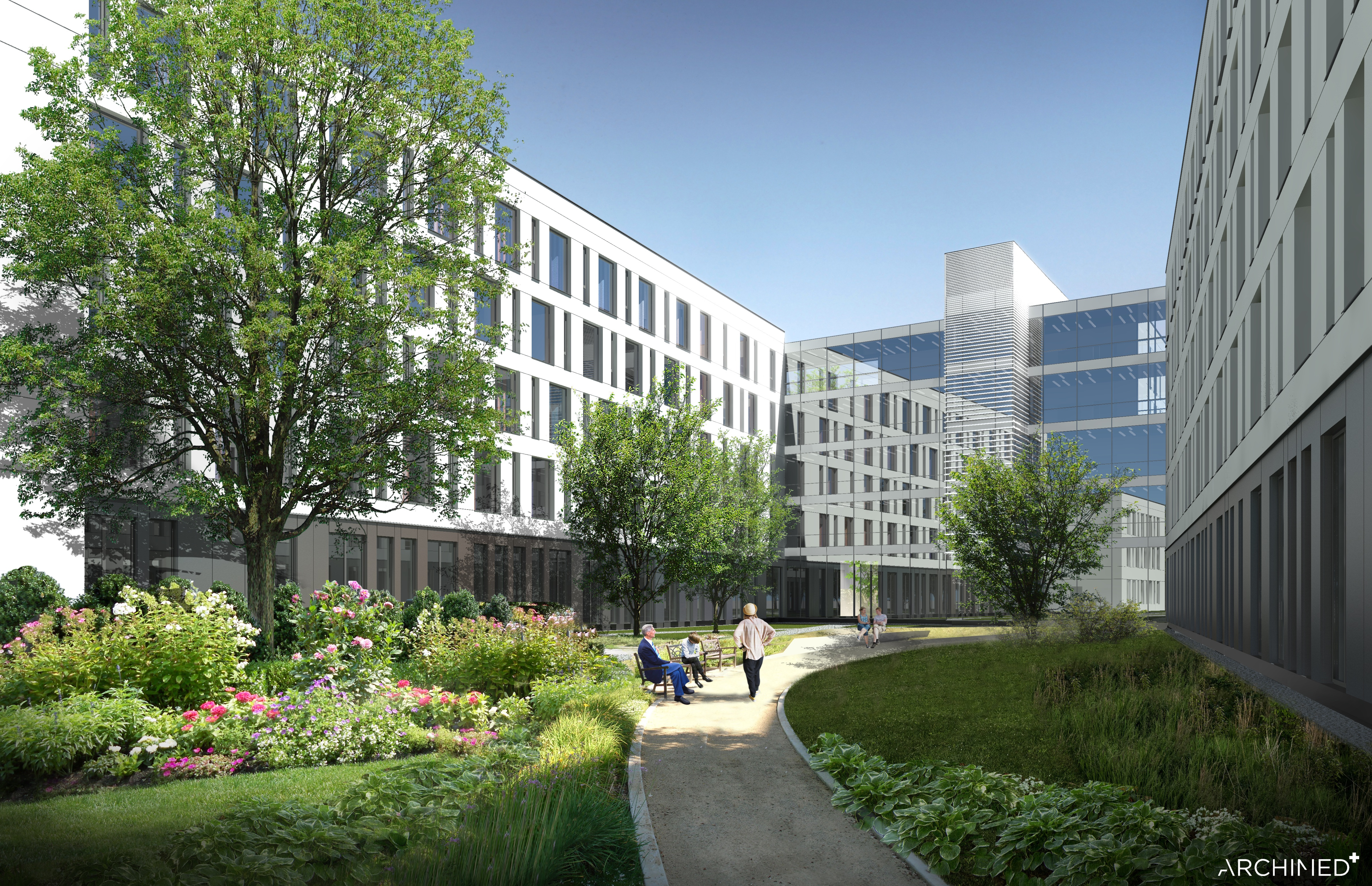
Projekt Centralnego Zintegrowanego Szpitala Klinicznego w Poznaniu

## Kariera zawodowa
- W latach 1998–2004 - Wykładowca na Wydziale Architektury Politechniki Warszawskiej w katedrze prof. Macieja Gintowta[potrzebny przypis]
- Od 2002 roku posiada uprawnienia budowlane do projektowania bez ograniczeń w specjalności architektonicznej
- W 2003 roku otrzymał nagrodę w konkursie architektonicznym Fundacji dla Polski im. Małgorzaty Baczko i Piotra Zakrzewskiego za projekt „Modernizacja i rozbudowa Szpitala św. Zofii przy ulicy Żelaznej
- Od 2004 roku - Wykładowca na Wydziale Architektury Wyższej Szkole Ekologii i Zarządzania w Warszawie, a od 2019 roku profesor Wydziału Architektury WSEiZ[4]
- Od 2017 roku ekspert Organizacji Narodów Zjednoczonych (ONZ) oraz International Atomic Energy Agency (IAEA) w zakresie optymalizacji szpitali radioterapeutycznych

## Ważniejsze realizacje
- Światowe Centrum Słuchu Instytutu Fizjologii i Patologii Słuchu w Kajetanach pod Warszawą(2010)
- Laboratorium medyczne firmy Diagnostyka przy ul. Jutrzenki 100 w Warszawie, (2019)
- Rozbudowa Szpitala Ginekologiczno-Położniczego "Inflancka" w Warszawie, (2009)
- Szpital modułowy COVID przy Wojskowym Instytucie Medycznym w Warszawie[5] (2020)
- Zespół uzdrowiskowo-hotelowy Diune Hotel & Resort by Zdrojowa w Kołobrzegu (2006)
- Laboratorium Eurofins w Łodzi (2019)
- Dolnośląskie Centrum Zdrowia Psychicznego dla Dzieci i Młodzieży w Lubinie[6] (2021)

## Wybrane artykuły
- nr 5/2023 - Ogólnopolski Przegląd Medyczny "Tworzenie przestrzeni medycznych wspomagających procesy leczenia"[7]
- nr 4/2023 - Ogólnopolski Przegląd Medyczny "Masterplan w procesie planowania dużych inwestycji medycznych"[8]
- nr 5/2022 - Ogólnopolski Przegląd Medyczny "Postcovidowe zasady projektowania obszarów SOR, izby przyjęć i przychodni przyszpitalnych"[9]
- nr 1/2022 - Ogólnopolski Przegląd Medyczny "Przychodnie wielospecjalistyczne"[10]
- nr 4/2021 - Ogólnopolski Przegląd Medyczny "Projektowanie laboratoriów medycznych"[11]
- nr 2/2021 - Ogólnopolski Przegląd Medyczny "Programowanie, planowanie i współpraca z zamawiającymi przy tworzeniu koncepcji szpitali"
- nr 10/2017 - Ogólnopolski Przegląd Medyczny "Specjalistyczne placówki dla medycyny sportowej"
- nr 6/2016 - Ogólnopolski Przegląd Medyczny „Terapeutyczna rola architektury szpitalnej”
- nr 3/2016 - Informator Budowlany - Murator Numer Specjalny "Projektowanie bez błędów"
- nr 1-2/2016 - Ogólnopolski Przegląd Medyczny „Obszar SOR i koncepcje działania gorącej platformy”
- nr 7-8/2015 - Ogólnopolski Przegląd Medyczny „Projektowanie szpitala a efektywność energetyczna – czynniki architektoniczno - funkcjonalne”
- nr 6/2015 - Ogólnopolski Przegląd Medyczny "Organizacja i funkcjonowanie szpitala o profilu ginekologiczno-położniczym"
- nr 4/2015 - Ogólnopolski Przegląd Medyczny „Projektowanie i wyposażenie oddziału geriatrycznego”
- nr 5/2014 - Ogólnopolski Przegląd Medyczny "Optymalizacja bloku operacyjnego z punktu widzenia architekta"
- nr 4/2014 -  Ogólnopolski Przegląd Medyczny "Projektowanie obiektów medycznych - jak uniknąć błędów"
- nr 7-8/2014 - Ogólnopolski Przegląd Medyczny "Szpital: podłoga, ściana, sufit"
- nr 11/2013 - Świat Architektury "Szpital ginekologiczno położniczy"
- nr 11/2013 - Builder "Nowoczesne obiekty medyczne"
- nr 10/2013 - Ogólnopolski System Ochrony Zdrowia "Przestrzeń dla Pacjenta"
- nr 7/2013 - Ogólnopolski Przegląd Medyczny "Architektura Zdrowia"
- Z:A 77 - Zawód Architekt "Projektowanie dla zdrowia"